# Médonville
Médonville är en kommun i departementet Vosges i regionen Grand Est (tidigare regionen Lorraine) i nordöstra Frankrike. Kommunen ligger i kantonen Bulgnéville som tillhör arrondissementet Neufchâteau. År 2022 hade Médonville 54 invånare.

## Befolkningsutveckling
Antalet invånare i kommunen Médonville
| Referens: INSEE |